# Armando Tommasino
Armando Rómulo Tommasino De Gregorio (30 de junio de 1922 - 18 de noviembre de 2008), magistrado uruguayo, ministro de la Suprema Corte de Justicia de su país entre 1985 y 1992.

## Biografía
Graduado como abogado en 1950, ingresó poco después al Poder Judicial, desempeñándose como Juez de Paz y luego como Juez Letrado en distintos departamentos del interior del país, y posteriormente, desde comienzos de la década de 1960, como juez en materia penal en Montevideo.
En 1972 fue ascendido al cargo de ministro del Tribunal de Apelaciones en lo Penal de 1.er Turno, donde permaneció durante trece años, llegando a convertirse en el ministro más antiguo de los Tribunales de Apelaciones del país.
Tras la restauración de la democracia, el 15 de mayo de 1985 la Asamblea General lo designó como ministro de la Suprema Corte de Justicia, órgano máximo del Poder Judicial uruguayo. Desempeñó la presidencia de la Corte durante los años 1986 y 1991.
Durante su periodo en el cargo le correspondió fallar sobre uno de los temas más divisivos de la historia reciente en el Uruguay, la Ley de Caducidad; con su voto afirmó que la ley era constitucional.
Cesó en su cargo como miembro de la Suprema Corte de Justicia en junio de 1992, al cumplir los 70 años, edad máxima establecida por la Constitución del país para desempeñar cargos judiciales.
Escribió numerosos libros y artículos, fundamentalmente sobre temas de Derecho Penal y Derecho Procesal Penal.